# Communauté de communes du Vallespir
Ne doit pas être confondu avec Communauté de communes du Haut Vallespir.
La communauté de communes du Vallespir est une communauté de communes française, située dans le département des Pyrénées-Orientales et la région Occitanie.

## Toponymie
La communauté de communes tient son nom de la région naturelle et historique du Vallespir, dans la vallée du fleuve Tech. Elle occupe le territoire du Bas-Vallespir. Plus en amont se trouve la communauté de communes du Haut Vallespir.

## Historique
Elle est créée par un arrêté du 24 décembre 1996 (effet au 31 décembre 1996). Le 1er janvier 2014, les communes de L'Albère, des Cluses et du Perthus intègrent la communauté de communes.

## Territoire communautaire

### Géographie
Elle est située dans les Pyrénées, dans la moyenne vallée du Tech (est du Vallespir). Elle est frontalière de l'Espagne.

### Composition
La communauté de communes est composée des 10 communes suivantes :

| Nom                     | Code Insee | Gentilé        | Superficie (km2) | Population (dernière pop. légale) | Densité (hab./km2) |
| ----------------------- | ---------- | -------------- | ---------------- | --------------------------------- | ------------------ |
| Céret (siège)           | 66049      | Céretans       | 37,86            | 7 544 (2022)                      | 199                |
| L'Albère                | 66001      | Albériens      | 17,1             | 63 (2022)                         | 3,7                |
| Le Boulou               | 66024      | Boulounencqs   | 14,42            | 5 396 (2022)                      | 374                |
| Les Cluses              | 66063      | Clusiens       | 8,91             | 258 (2022)                        | 29                 |
| Maureillas-las-Illas    | 66106      | Maureillanais  | 42,1             | 2 859 (2022)                      | 68                 |
| Le Perthus              | 66137      | Perthusiens    | 4,27             | 565 (2022)                        | 132                |
| Reynès                  | 66160      | Reynésiens     | 27,56            | 1 234 (2022)                      | 45                 |
| Saint-Jean-Pla-de-Corts | 66178      | Saint-Jeannais | 10,62            | 2 283 (2022)                      | 215                |
| Taillet                 | 66199      | Tailletais     | 10,02            | 106 (2022)                        | 11                 |
| Vivès                   | 66233      | Vivèrencs      | 11,07            | 182 (2022)                        | 16                 |

### Démographie
| 1968   | 1975   | 1982   | 1990   | 1999   | 2010   | 2015   | 2021   |
| ------ | ------ | ------ | ------ | ------ | ------ | ------ | ------ |
| 12 079 | 13 645 | 15 577 | 17 180 | 18 097 | 20 163 | 20 580 | 20 370 |

## Administration

### Siège
Le siège de la communauté de communes est situé à Céret.

### Les élus
Le conseil communautaire de la communauté de communes se compose de 35 conseillers, représentant chacune des communes membres et élus pour une durée de six ans.
Ils sont répartis comme suit :
| Nombre de conseillers | Communes                |
| --------------------- | ----------------------- |
| 12                    | Céret                   |
| 9                     | Le Boulou               |
| 4                     | Maureillas-las-Illas    |
| 3                     | Saint-Jean-Pla-de-Corts |
| 2                     | Reynès                  |
| 1 (+1 suppléant)      | les 5 autres communes   |

### Présidence
Depuis le 16 juillet 2020, le président de la communauté de communes est Michel Coste (DVG), maire de Céret. Il succède au maire sortant de la même commune, Alain Torrent.
| Période                                  | Période  | Identité      | Étiquette | Qualité                      |
| ---------------------------------------- | -------- | ------------- | --------- | ---------------------------- |
| Les données manquantes sont à compléter. |          |               |           |                              |
|                                          | 2020     | Alain Torrent | DVG       | Maire de Céret (2001 → 2020) |
| 2020                                     | En cours | Michel Coste  | DVG       | Maire de Céret (2020 → )     |

### Compétences
Compétences obligatoires
- Développement économique
- Aménagement de l’espace
- Opération Programmées d’Amélioration de l’Habitat

Compétences facultatives
- Sauvegarde et renforcement de l’identité du territoire
- Construction, d’équipements culturels, sportifs et lorsqu’ils sont d’intérêt communautaire
- Politique du cadre de vie et du paysage : voies piétonnes et cyclables entre les différentes communes membres.

### Régime fiscal et budget
Le régime fiscal de la communauté de communes est la fiscalité professionnelle unique (FPU).